# Нарт (стадион)
Стадион «Нарт» — российский спортивный комплекс в городе Черкесске Карачаево-Черкесской Республики. Впервые был открыт в 1972 году. В 2018 году было принято решение о закрытии стадиона на время проведения работ по его реконструкции. 20 августа 2022 года, в год празднования 100-летия Карачаево-Черкесской Республики — день открытия отреставрированного стадиона. В этот же день на стадионе состоялся товарищеский матч между ветеранами московского «Спартака» и сборной Карачаево-Черкессии, матч закончился со счётом 4:4.